# Heinrich Block

Heinrich BLOCK (n. 1890, Heilbronn, Crimeea – d. 1956, București, România) a fost un
cunoscut scriitor, traducător și publicist român de etnie germană. Este cunoscut ca traducător
care a tradus mai multe opere ale scriitorilor și poeților români în limba germană (îndeosebi
opera lui Mihai Eminescu).

## Biografie
Heinrich Block s-a născut în 1890, în localitatea Heilbronn (populată cu etnici germani) din
Crimeea. Și-a făcut studiile la Școala Normală Superioară din Sankt-Petersburg. După
absolvirea studiilor a fost angajat ca profesor la Școala din localitatea Sociteni, județul
Lăpușna, localitate aflată la 10 km de Chișinău. Încă de la vârsta de 20 de ani, din 1910, a
început să scrie primele sale articole pe care le-a publicat în ziarele din Chișinău. În 1915 s-a
căsătorit cu Maria Frunză, cântăreață de muzică populară. Maria Frunză s-a născut la Chișinău în anul 1892. A murit în 1976 și a fost înmormântată împreună cu soțul său la Cimitirul Colentina din București.

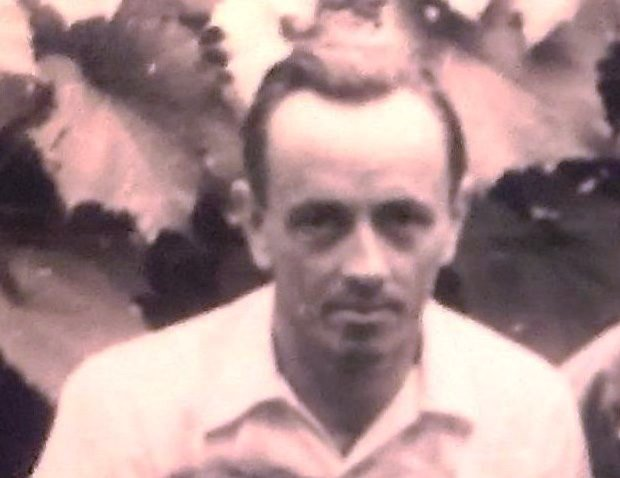
Igor Block, 1960

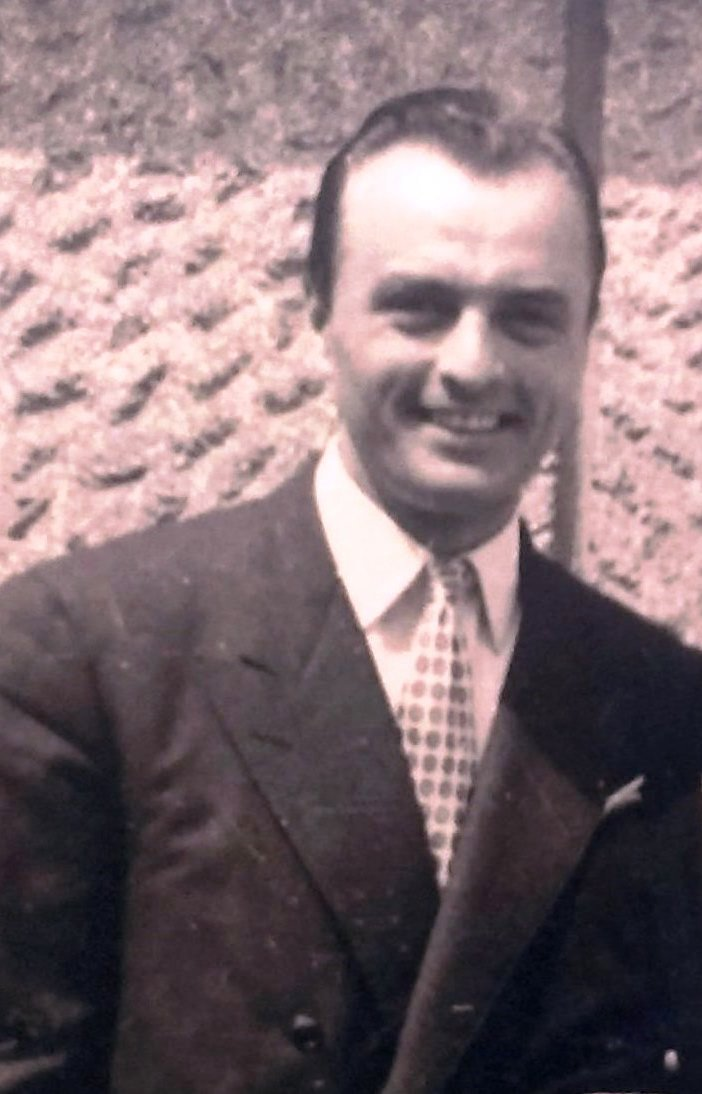
Mircea Block, București, 1960

În 1919 Heinrich Block s-a stabilit la București, împreună cu soția și fiul lor de un an, Igor. A
fost redactor-șef la mai multe publicații de limbă rusă din București: Svobodnoe slovo, Novoe
slovo și Nașa reci.
Heinrich Block a fost colaborator la mai multe publicații din străinătate, precum: Les
dernières nouvelles (Paris, Franța); Prager Presse (Praga, Cehia); Straßburger Zeitung
(Strasbourg, Franța), Siebenbürgisch Deutsches Tageblatt (Sibiu), Kronstädter Zeitung
(Brașov). În timpul Directoratului Ministerial a condus Biroul Presei de pe lângă acest directorat.

## Viața personală
Heinrich Block și Maria Frunză au avut doi fii, Igor și Mircea. Igor Block a fost un poet și un cunoscut traducător român. Poetul, actorul, textierul, scenaristul și libretistul Mircea Block a fost fiul mai mic al lui
Heinrich Block.